# Starstruck (1982)
Starstruck ist ein australischer Musical-Film aus dem Jahr 1982. Die Komödie entstand unter der Regie von Gillian Armstrong nach einem Drehbuch von Stephen MacLean. In den Hauptrollen spielen unter anderem Jo Kennedy und Ross O’Donovan, als zwei Jugendliche, welche versuchen in der Musikindustrie Fuß zu fassen. 

## Handlung
Jackie Mullens arbeitet im Pub ihrer Mutter und träumt davon, als Sängerin berühmt zu werden. Ihr 14-jähriger Cousin Angus gebiert sich als ihr Manager und versucht, ihr zum Durchbruch zu verhelfen. Die Familie der beiden steht den Ambitionen der Jugendlichen ablehnend gegenüber. Als Jackie an einer Talentnacht teilnimmt, zieht sie mit einer punkigen Nummer die Aufmerksamkeit der Band The Wombats auf sich, die fortan ihre Begleitband wird. Zudem beginnt Jackie eine Beziehung mit deren Gitarristen Robbie.
Um Jackie einen Auftritt in der Fernseh-Talentshow von Terry zu verschaffen, entwickelt Angus den Plan, seine Cousine in aller Öffentlichkeit nackt Seiltanzen zu lassen. Doch die Vorführung, welche Jackie mit Plastikbrüsten absolviert, geht schief und sie muss gerettet werden. Trotzdem wird Terry auf sie aufmerksam und lädt sie in seine Sendung ein. Als es zum Konflikt kommt zwischen Angus, den Wombats und dem Moderator, trennen sich die Wege von Jackie und ihren bisherigen Gefährten. Doch der neue, zahmere Musik- und Showstil, der ihr von Terry aufgeredet wird, gefällt Jackie überhaupt nicht. Immerhin macht sie sich noch Hoffnungen, dass Terry an ihr romantisch interessiert ist, jedoch stellt er sich bald als homosexuell heraus. Desillusioniert kehrt sie zu ihren Freunden zurück.
Derweil hat Jackies Mutter durch einen Dieb all ihr Geld verloren und ihr Pub ist von der Schließung bedroht. Als Terry einen Talentwettbewerb mit Preisgeld ankündigt, stürmen Jackie, Angus und die Wombats die Sendung, gewinnen den Wettbewerb und retten damit den Pub.

## Produktion
Drehbuchautor Stephen MacLean verarbeitete in der Geschichte von Starstruck Motive seiner eigenen Jugend. Gemäß Hauptdarsteller Ross O’Donovan sei das ursprüngliche Drehbuch eher aus der Perspektive des 14-jährigen Angus geschrieben worden, für den Film habe die Regisseurin Gillian Anderson den Fokus aber mehr auf die Figur der Jackie gerichtet. Anderson hatte sich explizit um die Regie des Filmes beworben und war ursprünglich von den Produzenten abgelehnt worden. Die beiden jungen Hauptdarsteller hatten bis dato praktisch null Erfahrungen mit Schauspielerei.
Der Szenenbildner Brian Thomson arbeitete zuvor schon bei der The Rocky Horror Picture Show.
Starstruck ist eine Produktion von Palm Beach Pictures. Das ursprüngliche Budget belief sich auf 1,75 Millionen Australische Dollar, in einer Quelle aus der Zeit nach Fertigstellung wurden 2,5 Millionen genannt. Der Film wurde von Juni bis September 1981 in Sydney gedreht und am 7. April 1982 in die Kinos gebracht.  Zudem wurde er außerhalb des Wettbewerbs am Filmfestival Cannes gezeigt.
Viele der Lieder im Film wurden von Phil Judd geschrieben, der zusammen mit seiner Band The Swingers auch gleich im Film auftrat. Der Soundtrack kam als LP heraus. Darauf enthalten waren Lieder von den Swingers; Stücke, die von den Jo Kennedy und Ross O’Donovan gesungen wurden; sowie ein Lied von Mental as Anything. Als Single wurde Body and Soul veröffentlicht, gesungen von Kennedy und geschrieben von Tim Finn von Split Enz.

## Rezeption
In einer zeitgenössischen Rezension in der Zeitung The Age schrieb Kritiker Neil Jillett, Starstruck sei ein brillanter Knaller eines Films, möglicherweise die erste Satire im Zuge der Australian New Wave, als das australische Kino im Ausland populär wurde. Er sah im Film vor allem den Kampf sowohl der Jugend als auch der älteren Pub-Besucher gegen „das System“: Zum einen die Talentshow als Sinnbild der Musikindustrie, zum anderen die drohende Schließung des Pubs durch die Brauerei.
Starstruck wird heute vielfach als "Kult-Klassiker" angesehen. Die amerikanische Filmsite Screen Rant führte Starstruck im Jahr 2022 in ihrer Liste der zehn besten Achtziger-Musicals auf, und beschrieb ihn als „Explosion visueller Eindrücke“, es sei ein fröhliches Feelgood-Musical, welches das Publikum in die spaßige, schrille Atmosphäre des Films eintauchen lasse.
Katie Duggan von der Seite Film Daze gab zu Starstruck eine Empfehlung ab und bezeichnete ihn als „Fiebertraum“; ein „Ausbruch pulsierender Punk-Energie“. Sie hob die „brillant lebhafte“ Performance von Jo Kennedy hervor, und die Gabe von Regisseurin Armstrong, solche Protagonistinnen ins Rampenlicht zu rücken. Zudem stehle Ross O’Donovan seiner Filmpartnerin oftmals die Show. Duggan befand: „Wenn sich John Waters dem New Wave zukehren würde, oder A Star is Born sich um einen australischen Bubblegum-Punk-Pop-Star drehen würde, erhielte man dieses unendlich einfallsreiche und unbeschwerte Meisterwerk voller verrückter Ideen“.